# Juan Carlos Wasmosy Monti
Juan Carlos Wasmosy Monti (ur. 15 grudnia 1938 w Asunción) – paragwajski polityk konserwatywny, inżynier budowlany i multimilioner. 

## Życiorys
Syn potomków węgierskich emigrantów, którzy przybyli do Paragwaju z dzisiejszego Debreczyna w 1828. Absolwent Uniwersytetu Narodowego w Asunción, od 1973 działacz partii Colorado, następnie deputowany do parlamentu i kluczowy akcjonariusz konsorcjum konstruującego siłownię wodną. W 1992 zaprzyjaźniony z nim generał i prezydent Andrés Rodríguez mianował go ministrem do spraw integracji rządu (Wasmosy pełnił ten urząd przez kilka miesięcy).
W maju 1993 zwyciężył w wyborach prezydenckich i jako pierwszy po 40. latach rządów wojskowych objął stanowisko prezydenta. Był nim od 15 sierpnia 1993 do 15 sierpnia 1998. Zniósł ograniczenia wolności prasy.